# Tachytrechus argentimanus
Tachytrechus argentimanus är en tvåvingeart som först beskrevs av Van Duzee 1929.  Tachytrechus argentimanus ingår i släktet Tachytrechus och familjen styltflugor. Inga underarter finns listade i Catalogue of Life.